# Народен глас (Щип)
Вижте пояснителната страница за други значения на Народен глас.
„Народен глас“ е нелегален вестник на комунистическата съпротива във Вардарска Македония.
Вестникът започва да излиза на 1 май 1943 година в Щип и щипското село Долани. Издава се от Щипската организация на МКП в продължение на 15 – 20 дни. От него са напечатани общо 5 броя, размножавани на циклостил в къщата на Фируз Назим.
Сред публикуваните теми са депортацията на евреите, както и обявяването на смъртта на партизаните Мирче Ацев, Цветан Димов, Страшо Пинджур и Киро Нацев.